# لويس ريمون (تنس)
لويس ريمون (بالإنجليزية: Louis Raymond)‏ مواليد 28 يونيو 1895 في بريتوريا - الوفاة 30 يناير 1962 في جوهانسبرغ، كان لاعب كرة مضرب جنوب أفريقي وكان يلعب باليد اليسرى. سبق أن شارك في دورة الألعاب الأولمبية الصيفية وفاز بميدالية أولمبية ذهبية.

## الميداليات
| الميدالية | المسابقة                       |
| --------- | ------------------------------ |
| ذهبية     | الألعاب الأولمبية الصيفية 1920 |

## روابط خارجية
- لويس ريمون على موقع رابطة محترفي التنس (الإنجليزية)
- لويس ريمون على موقع الاتحاد الدولي لكرة المضرب (الإنجليزية)
- لويس ريمون على موقع كأس ديفيز (الإنجليزية)
- لويس ريمون على موقع أرشيف التنس.كوم (الإنجليزية)
- لويس ريمون على موقع بطولة ويمبلدون (الإنجليزية)
- لويس ريمون على موقع خلاصة التنس.كوم (الإنجليزية)
- لويس ريمون على موقع اللجنة الأولمبية الدولية (الإنجليزية)
- لويس ريمون على موقع أوليمبيديا (الإنجليزية)